# باند فرود جاده‌ای

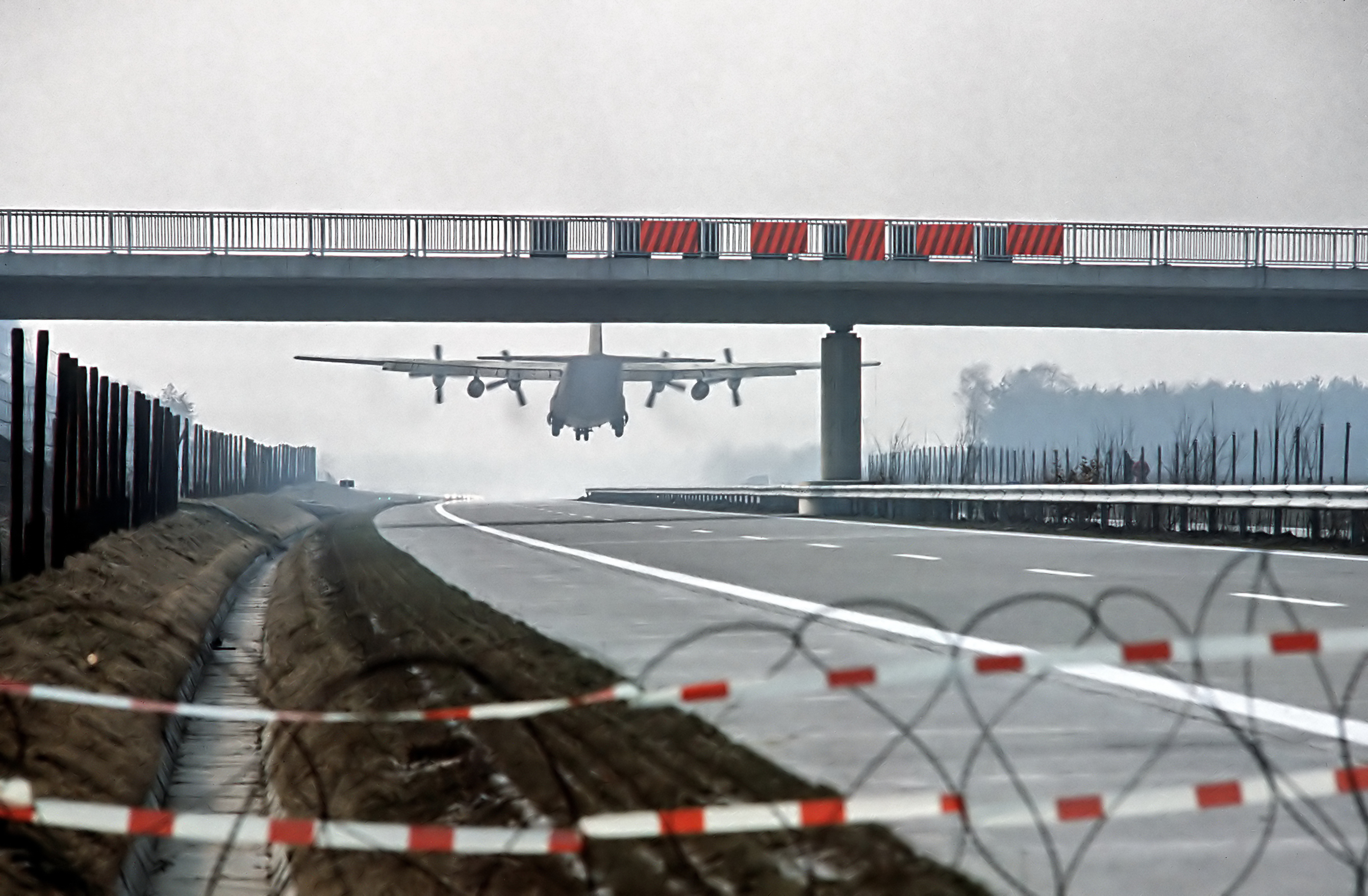
یک لاکهید سی-۱۳۰ هرکولس در حال فرود در اتوباندA29 اتوبان نزدیک گروسنکنتین به هنگام رزمایش 'بزرگراه ۸۴'

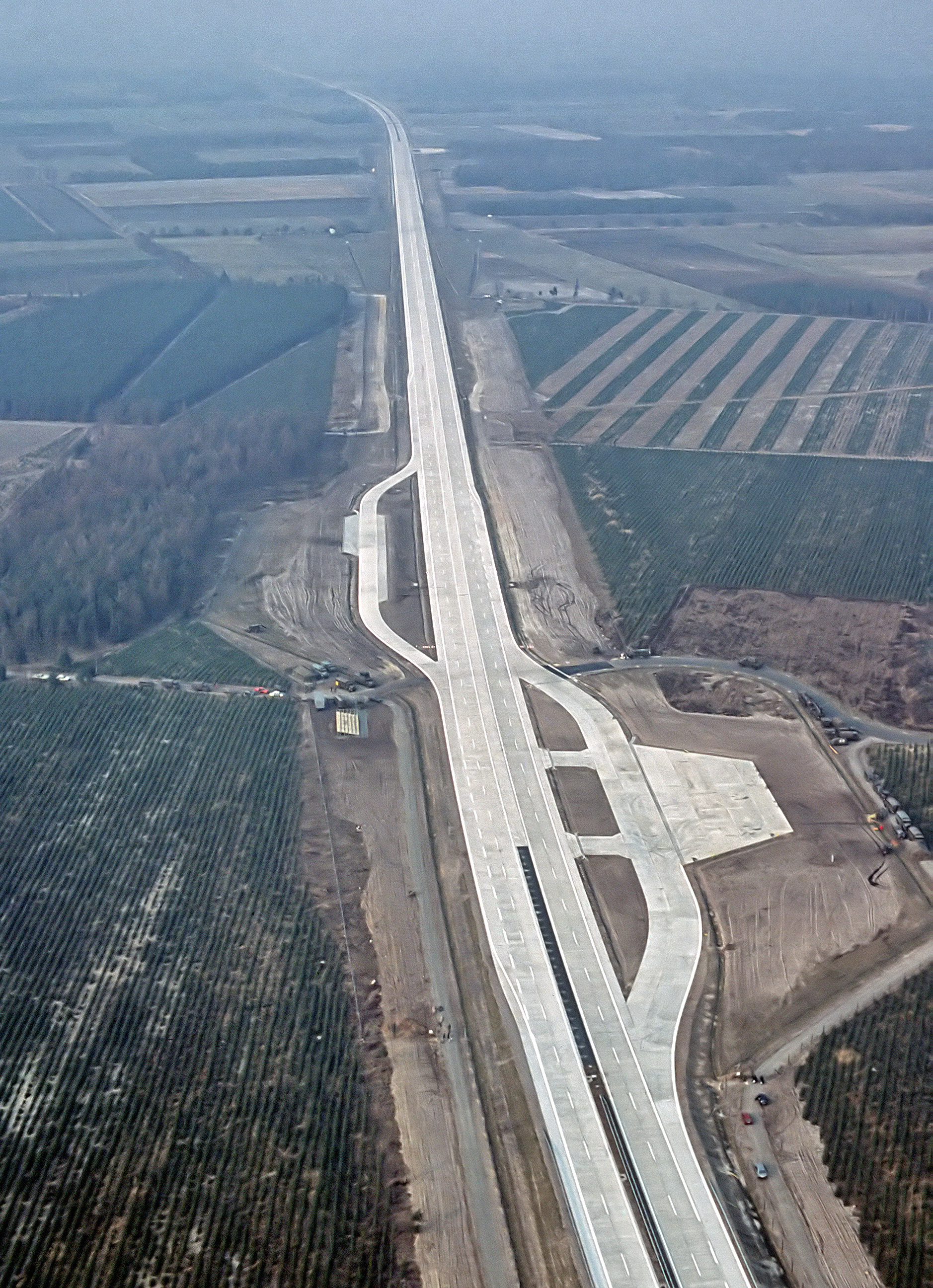
باند جاده‌ای در اتوبان A29 در نزدیکی آهلهورن

نوار بزرگراه یا باند فرود جاده‌ای بخشی از بزرگ‌راه یا آزادراه است که بطوری ساخته شده تا امکان فرود هواپیماهای (عمدتاً) نظامی و امکان استفاده به عنوان پایگاه هوایی را داشته‌باشد. این نوار بزرگراه عمدتاً با این هدف ساخته شده‌اند تا چنانچه در هنگام جنگ فرودگاه آن‌ها مورد حمله و انهدام قرار گرفت امکان عملیات هوایی فراهم باشد.
اولین بزرگراه نوار ساخته شده بودند در پایان جنگ جهانی دوم در آلمان نازی که در آن به خوبی توسعه یافته بود تا هواپیما بتوانند از این بزرگراه ها استفاده نمایند. در جنگ سرد باندهای فرود جاده‌ای در دو طرف پرده آهنین ساخته شدند. عمده‌ی این بزرگراه‌ها در دو آلمان و نیز در کره شمالی، تایوان، سوئد، فنلاند، سویس، لهستان، پاکستان و چکسلواکی قرار داشتند.

## طراحی
این نوارها معمولاً ۲ تا ۳٫۵ کیلومتر (۱٫۲ تا ۲٫۲ مایل) طول با امتداد مستقیم می‌باشند. در بین دو طرف بزرگراه از گاردریل می‌تواند به سرعت حذف (تا هواپیما توان استفاده از کل عرض جاده را داشته باشد).  دیگر نیازمندی‌های پایگاه هوایی نظیر (خزشراه و رمپ) نیز در کنار آن ساخته می‌شود. سطح جاده، باید ضخیم‌تر از جاده‌های عادی با سطح یک جامد پایه بتنی ساخته شود. تجهیزات تخصصی فرودگاهی معمولاً در جایی در همان نزدیکی نگه‌داری می‌شوند و در صورت نیاز قابل انتقال به منطقه می‌باشند. نوار بزرگراه نوار می تواند در عرض ۲۴ تا ۴۸ ساعت تبدیل به پایگاه هوایی شود.